# Маршалл, Гарри
Га́рри Кент Машарелли (англ. Garry Kent Masciarelli; 13 ноября 1934, Бронкс, штат Нью-Йорк, США — 19 июля 2016, США) — американский кинорежиссёр, актёр, кинопродюсер и сценарист. Наиболее известными его режиссёрскими работами являются такие фильмы, как «За бортом», «Красотка», «Сбежавшая невеста», «День святого Валентина», «Дневники принцессы», «Старый Новый год» и «Несносные леди».

## Биография
Гарри Маршалл родился в Бронксе в семье режиссёра Энтони Уоллеса и учительницы чечётки Марджори Ирен.
Учился в средней школе ДеВитта Клинтона и в Северо-западном университете, где он вел спортивную колонку для The Daily Northwestern и был членом братства Альфа-Тау Омега.
Маршалл начал свою карьеру в качестве автора шуток для таких комиков, как Джои Бишоп и Фил Фостер и сценариста  The Tonight Show с Джеком Пааром.
В начале 60-х годов Маршалл начинает работать с сценаристом Джерри Белсоном. Вместе они пишут сценарии для различных телешоу, например, для Шоу Люси и адаптируют пьесу Нила Саймона «Странная парочка» (англ. The Odd Couple) для телевидения.
В 70-х годах Гарри Маршалл начинает работать один. Появляются такие сериалы, как «Счастливые дни», «Лаверна и Ширли» главную роль в котором сыграла его сестра Пенни, «Морк и Минди».
В 80-х Маршалл подружился с Гектором Элизондо, который появляется во всех фильмах режиссёра, начиная с дебютной картины «Молодость, больница, любовь».
Маршалл скончался 19 июля 2016 года на 81-м году жизни в больнице в городе Бербанк (штат Калифорния). Об этом сообщила во вторник его агент Мишель Бега.
По её словам, причиной смерти режиссёра стали осложнения от воспаления лёгких. Перед этим он перенёс инсульт.

## Избранная фильмография

### Актёр
- 1992 — Их собственная лига / A League of Their Own — Уолтер Харви
- 1999 — Нецелованная / Never Been Kissed — мистер Ригфорт
- 2001 — Мартовские коты/ Tomcats — священник
- 2002 — Детектив Монк /  Monk   — Уоррен Бич (1 сезон; 13 серия)
- 2002 — Страна чудаков / Orange County — Артур Гантнер
- 2009 — Ведьмина гора / Race to Witch Mountain  — доктор
- 2009 — В поисках блаженства / Finding Bliss  — камео
- 2010 — Луи / Louie — Ларс Тардиган, владелец CBS
- 2014 — Если твоя девушка — зомби / Life After Beth — дед

### Режиссёр
- 1982 — Молодость, больница, любовь / Young Doctors in Love
- 1984 — Парень из «Фламинго» / The Flamingo Kid
- 1986 — Ничего общего / Nothing in Common
- 1987 — За бортом / Overboard
- 1988 — На пляже / Beaches
- 1989 — Лотерея / The Lottery
- 1990 — Красотка / Pretty Woman
- 1991 — Фрэнки и Джонни / Frankie and Johnny
- 1994 — Райское наслаждение / Exit to Eden
- 1999 — Сбежавшая невеста / Runaway Bride
- 2001 — Дневники принцессы / The Princess Diaries
- 2004 — Дневники принцессы 2: Как стать королевой / Princess Diaries 2, The
- 2004 — Модная мамочка / Raising Helen
- 2007 — Крутая Джорджия / Georgia Rule
- 2010 — День Святого Валентина / Valentine’s Day
- 2011 — Старый Новый год / New Year’s Eve
- 2016 — Несносные леди / Mother’s Day

### Oзвучивание
- 2004 — Отец прайда / Father of the Pride
- 2005 — Цыплёнок Цыпа / Chicken Little